# Valfrid Paulsson
Gustaf Valfrid Valdemar Paulsson, född 18 februari 1925 i Lycksele församling, Västerbottens län, död 18 december 2006 i Eds församling, Stockholms län, var en svensk ämbetsman och Naturvårdsverkets förste generaldirektör. Domänreservatet Valfrid Paulsson-reservatet i Vindelns kommun är uppkallat efter honom.

## Karriär
Paulsson började sin tjänstemannakarriär 1955 i finansdepartementet. Han var statssekreterare i jordbruksdepartementet 1962–1964 och i Statsrådsberedningen 1964–1967. När Naturvårdsverket inrättades 1967 blev Paulsson dess första generaldirektör, en post han upprätthöll ända till 1991. Därigenom har Valfrid Paulsson kommit att sätta sin prägel på svensk miljövård. Efter avslutat värv på Naturvårdsverket var Paulsson ordförande i stiftelsen Håll Sverige Rent från 1991 till 2000.
Paulsson invaldes 1975 som ledamot av Kungliga Skogs- och Lantbruksakademien och blev 1986 ledamot av Kungliga Ingenjörsvetenskapsakademien.